# Cesare Del Torto
Cesare Del Torto (Pergine Valdarno, 20 ottobre 1911 – Livorno, 10 ottobre 1997) è stato un calciatore italiano, di ruolo terzino destro.

## Carriera
Giocò in Serie A con il Livorno per due stagioni.

## Palmarès

### Club

#### Competizioni nazionali
- Serie B: 1

Livorno: 1929-1930